# Hugues Lallement
Pour les articles homonymes, voir Lallement et Huguet.
Hugues Lallement, également appelé Huguet, est un sculpteur français né avant 1520 à Châlons-en-Champagne où il vécut et où il est mort vers 1570.

## Biographie
Hugues Lallement est le fils d'un « maître tanneur, position assez considérable dans la bourgeoise de Châlons où la tannerie occupait la première place industrielle », et sa vie se déroule, s'accordent à énoncer Amédée Lhote et Louis Grignon, « de 1530 à 1570 environ », Charles Bauchal le confirmant pour sa part « maître d'œuvre et sculpteur vivant à Châlons vers 1550 ». Stanislas Lami prend toutefois le parti d'une naissance bien antérieure  puisque c'est lui qui identifie (ce que cautionne le Dictionnaire Bénézit) Hugues Lallement comme étant Huguet qui, en 1535 déjà, exécute en collaboration avec Simon Avrigny et Jean Lecomte la chaire en pierre du couvent des Augustins de Châlons.

## Musées et collections publiques

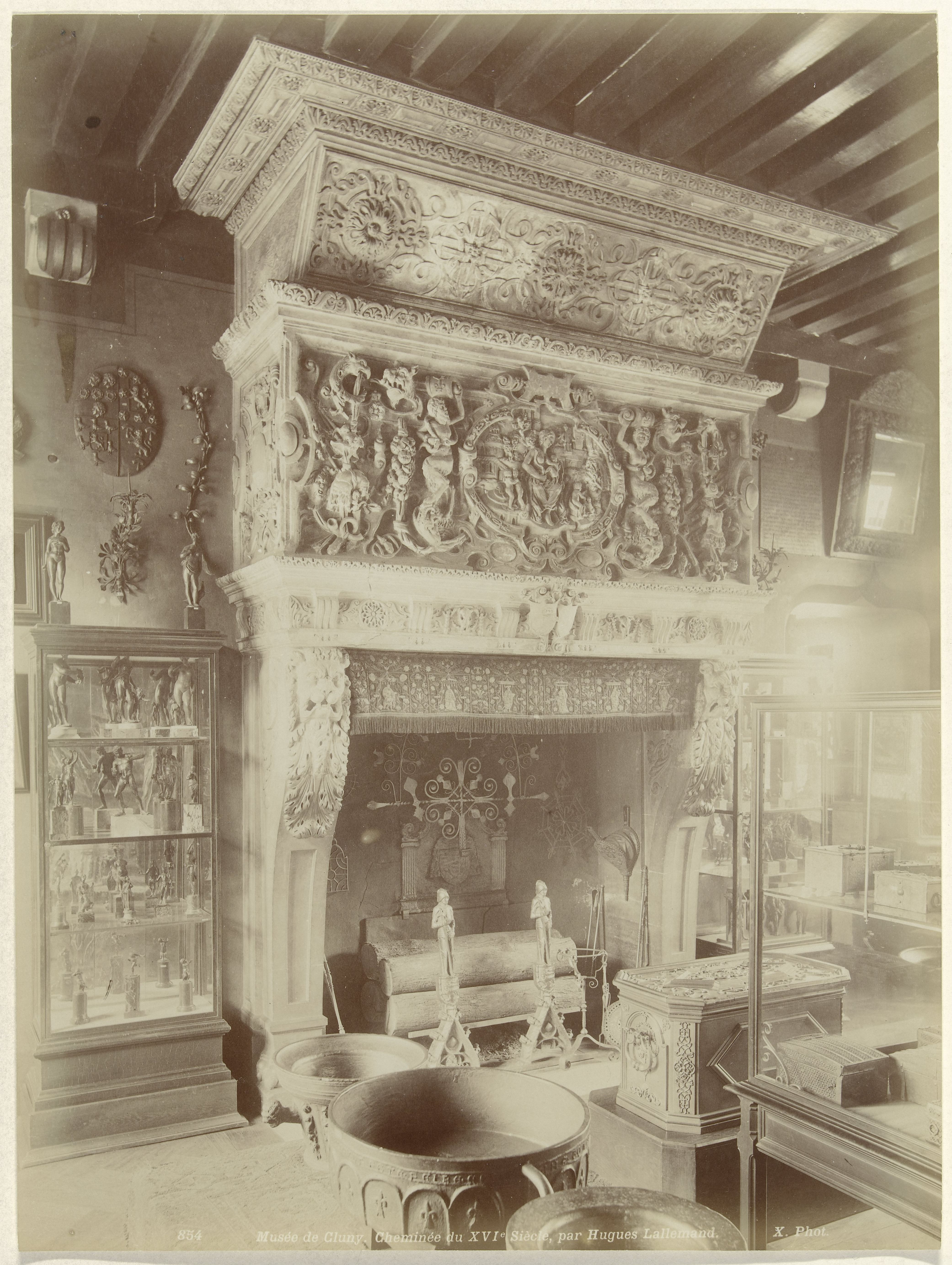
Schouw (door Hugues Lallemand) in het Musée de Cluny, Parijs Musée de Cluny.- Cheminée du XVIe Siècle, par Hugues Lallemand (titel op object), RP-F-F16628

- Musée de Cluny, Paris, première cheminée monumentale provenant de la maison (aujourd'hui détruite) dite de « la belle Gabrielle », située à Châlons, n°32, rue de Vaux, face à l'abside de la collégiale Notre-Dame-en-Vaux : Christ à la fontaine, entouré de génies et de trophées d'armes, haut-relief, 1562[6].
- Château d'Écouen : seconde cheminée monumentale provenant de la même maison châlonnaise et inspirée d'une gravure de Jean Mignon d'après Luca Penni : Diane surprise au bain par Actéon qu'elle punit en le transformant en cerf et en le faisant dévorer par ses propres chiens, haut-relief, 1562[7].

## Églises
- Collégiale Notre-Dame-en-Vaux de Châlons-en-Champagne, Les quatre saisons, sculptures sur bois, deux vantaux de la porte latérale sud[8].

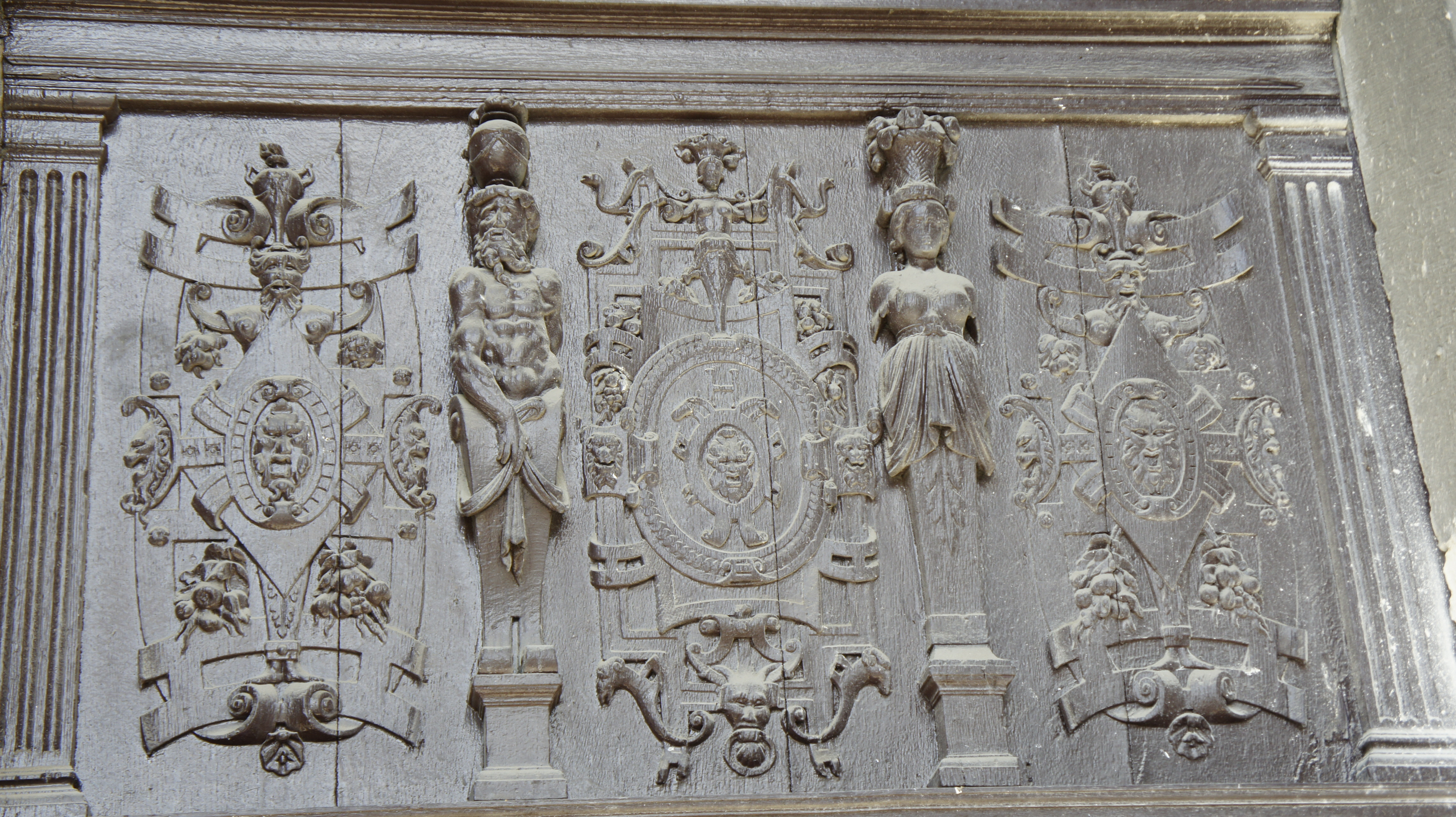
Portail de la collégiale,
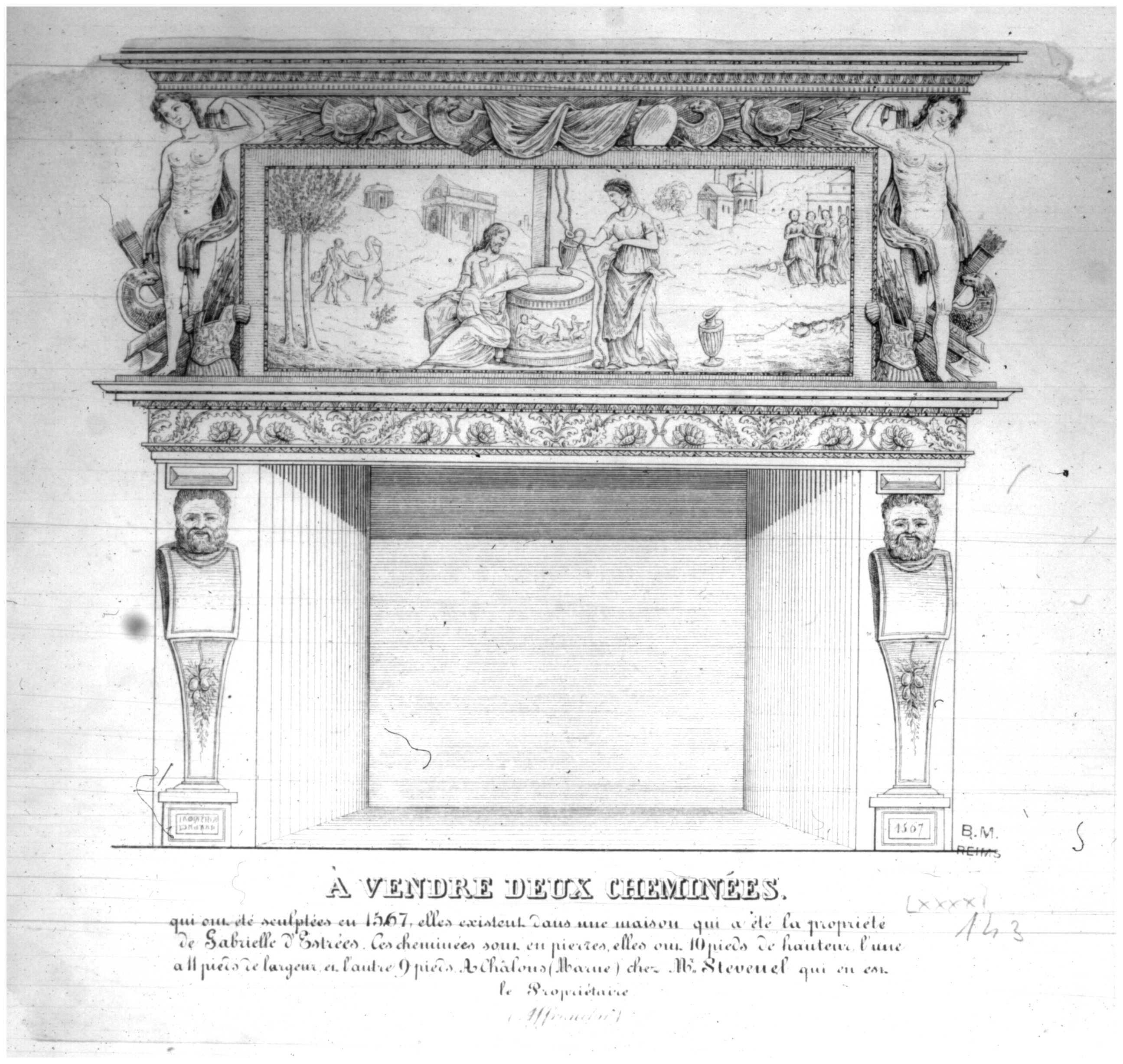
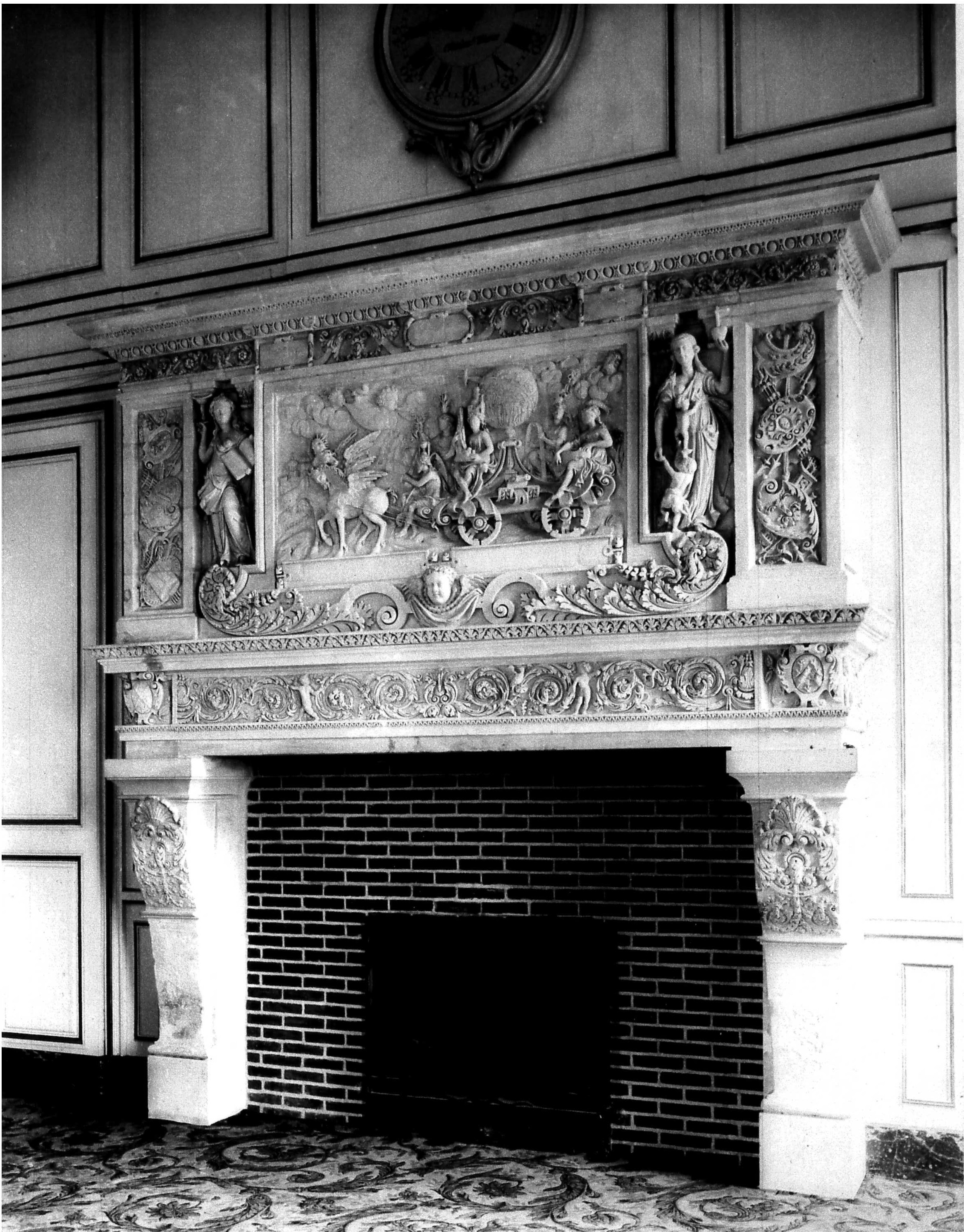
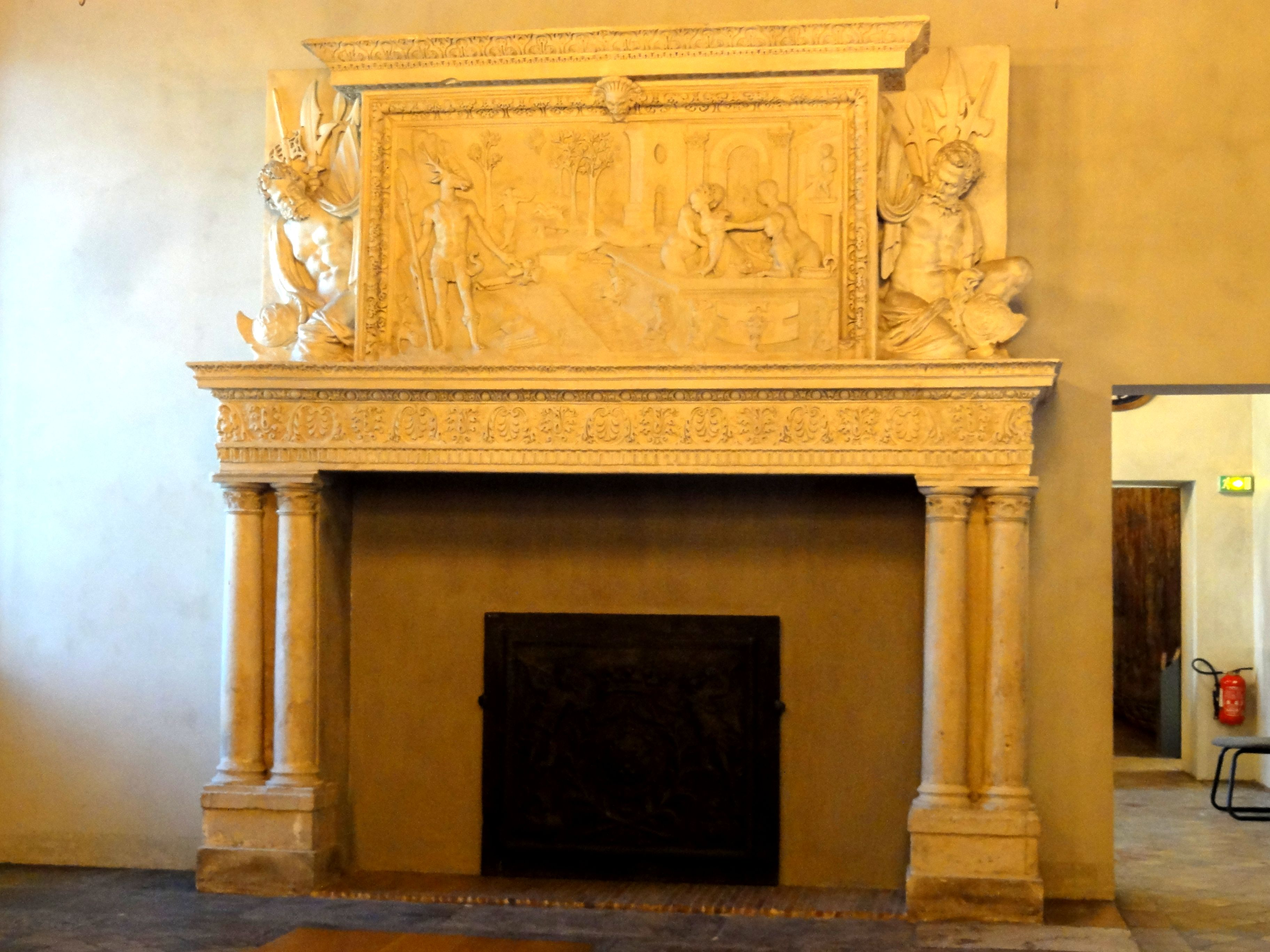
Diane et Actéon, la cheminée.

## Controverse historique
On trouve dans la Topographie historique de la ville de Châlons de Louis Grignon un relevé assez précis de la rue de Vaux qui « a pris quelquefois le nom de rue du Grez-des-Vaux, autrefois la rue des Bombardes (1560) ; nous y trouvons la maison "où soulait" (sic) prendre pour enseigne l'Ostel de la Magdeleine. En 1548 elle appartenait à Jean Lallement et la même enseigne y pendait. Il y a quelque apparence que cette maison est celle où existaient naguère deux hautes cheminées sculptées dont une porte le nom de Hugues Lallement et la date de 1562, maison dite depuis maison de la belle Gabrielle, aujourd'hui n°32 ».
François Waldruche de Montremy, tout en rappelant que l'église Notre-Dame-en-Vaux et la maison aux deux cheminées ne sont séparées que de quelques mètres, affirme avoir retrouvé dans les archives paroissiales un acte de baptême daté de 1563 où le parrain est désigné « Noble homme Hugues Lallement, gnal », cette dernière abréviatiion qu'il interprète comme signifiant « trésorier général des finances ». Si Montremy, inclinant de la sorte à penser que l'inscription n'est pas la signature de l'artiste mais la désignation du propriétaire étranger à la vocation de sculpteur, remet en cause toutes les connaissances antérieures à 1920 sur la vie et l'œuvre de Hugues Lallement, il reconnaît cependant qu'il raisonne dans l'incertitude de l'à priori.